# Posizioni per il parto
La locuzione posizioni per il parto (o posizioni per il travaglio) si riferisce all'insieme delle posture fisiche che la donna partoriente può assumere durante il processo del travaglio.
Oltre alla posizione litotomica, ancora comunemente utilizzata da molti ostetrici, altre posizioni sono usate con successo da ostetriche e assistenti alla nascita tradizionali in tutto il mondo. Un seminario di Engelmann Il travaglio tra i popoli primitivi pubblicizzò le posizioni del parto tra le culture primitive nel mondo occidentale.  Queste popolazioni usavano frequentemente posizioni accovacciate, in piedi, in ginocchio e a quattro zampe, spesso in sequenza. Sono indicati come posizioni erette di nascita.

## Posizioni verticali di nascita in generale
Diversi studiosi hanno promosso l'adozione di posizioni di parto erette per i paesi occidentali, come Grantly Dick-Read, Janet Balaskas, Moysés Paciornik e Hugo Sabatino. L'adozione delle posizioni non litotomiche è anche promossa dal movimento naturale del parto.
Essere in posizione eretta durante il parto e la nascita può aumentare lo spazio disponibile all'interno del bacino del 28-30% dando più spazio al bambino per la rotazione e la discesa. C'è anche una diminuzione del 54% dell'incidenza delle anomalie della frequenza cardiaca fetale quando la madre è in posizione verticale. Queste posizioni di parto possono anche ridurre la durata della seconda fase del lavoro e ridurre il rischio per le sezioni cesaree di emergenza del 29%. Sono anche associati alla minore necessità di epidurale.
Posizioni diverse possono essere associate a diversi tassi di lesione perineale.

## Posizione squatting

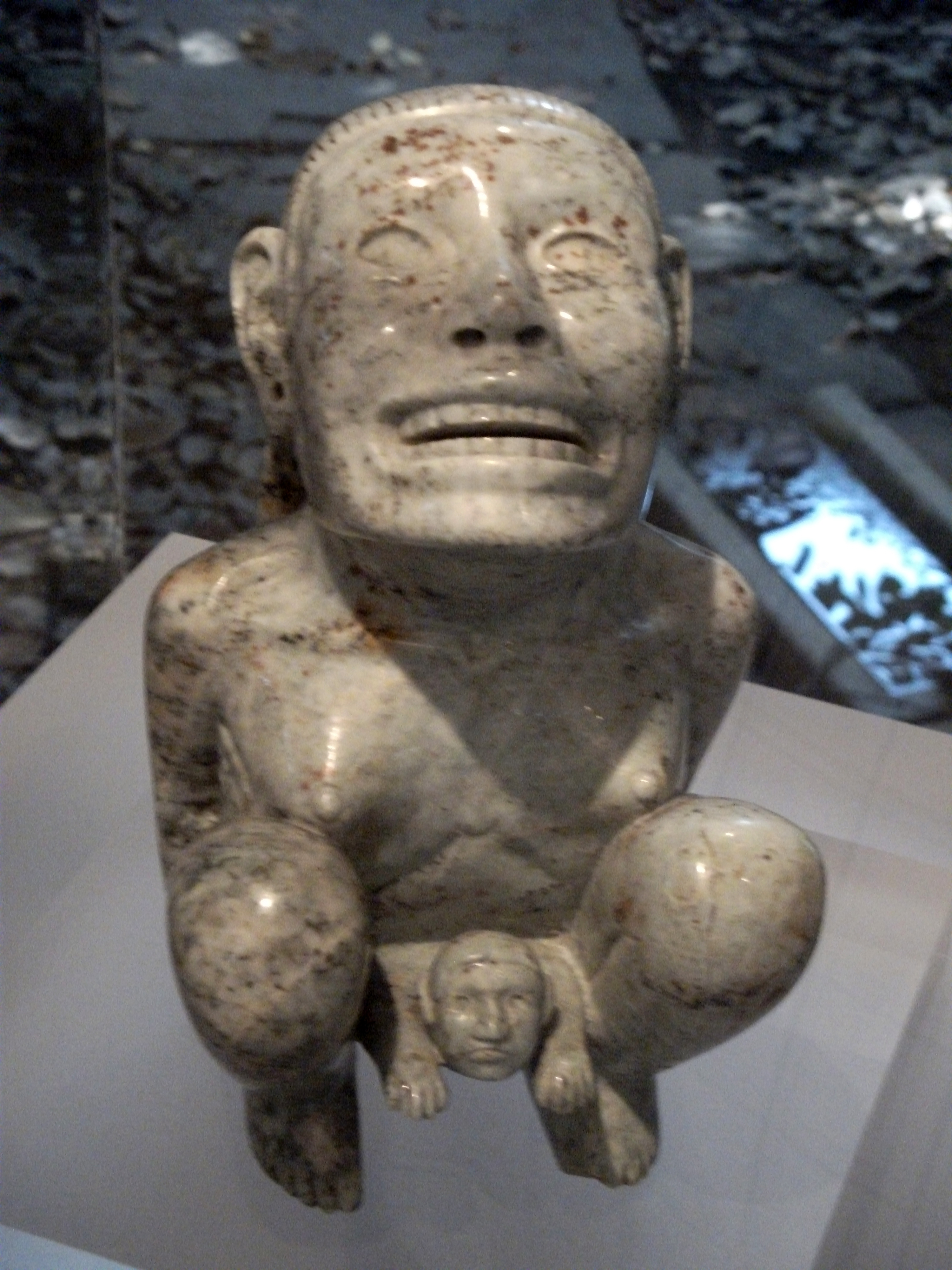
La figura del parto di Dumbarton Oaks

La posizione accovacciata aumenta la pressione nella cavità pelvica con uno sforzo muscolare minimo. Il canale del parto aprirà il 20-30% in più in uno squat rispetto a qualsiasi altra posizione. È raccomandato per la seconda fase del parto.
Poiché la maggior parte degli adulti occidentali trova difficile accovacciarsi durante il parto, spesso vengono fatti dei compromessi come mettere un sostegno sotto i talloni o un'altra persona che sostiene la partoriente.
Nell'antico Egitto, le donne partorivano i bambini accovacciate su un paio di mattoni, noti come mattoni di nascita.

## A "quattro zampe"
Alcune madri possono scegliere istintivamente la posizione di quattro zampe. Può aiutare il bambino a girarsi nel caso di una malpresentazione della testa. Poiché questa posizione usa la gravità, diminuisce il mal di schiena, poiché la madre è in grado di inclinarsi i fianchi.

## Decubito laterale
Il decubito laterale può aiutare a rallentare la discesa del bambino lungo il canale del parto, dando così al perineo più tempo per allungarsi naturalmente. Per assumere questa posizione, la madre giace su un fianco con le ginocchia piegate. Per spingere, si usa un leggero movimento rotatorio in modo che la madre sia appoggiata su un gomito, mentre una gamba è sollevata. Questa posizione non sfrutta la gravità ma mantiene comunque un vantaggio rispetto alla posizione di litotomia, in quanto non posiziona la vena cava sotto l'utero, il che diminuisce il flusso di sangue verso la madre e il bambino.

## Posizione litotomica
Nella posizione litotomica, la madre è sdraiata sulla schiena con le gambe sollevate nelle staffe e le natiche vicine al bordo del tavolo. Questa posizione è comoda per l'ostretrica perché consente di accedere più facilmente al perineo. Tuttavia, questa non è una posizione comoda per la maggior parte delle pazienti, considerando la pressione sulle pareti vaginali perché la testa del bambino è irregolare e il processo di lavoro è svolto contro la forza gravitazionale.